# Nathan McMullen
Nathan McMullen (13 de junio de 1988)  es un actor británico, conocido por papeles en series como el de Finn en Misfits. y el de Wolf the Elf en Doctor Who

## Primeros años
En 2003, a la edad de quince años, Nathan McMullen fue nombrado "Young Comic of the Year" por Liverpool Echo durante el Liverpool Comic Festival. Más de trecientos adolescentes entre 14 y 18 compitieron en el concurso durante un año. Estudió actuación en el Manchester School of Theatre.

## Carrera
Su primer papel profesional fue en 2010, cuando protagonizó la serie de televisión Casualty e hizo de Jack en Jack y las habichuelas mágicas. En 2011, participó en un representación teatral de Macbeth.
En 2015, participó en la adaptación teatral de The Hudsucker Proxy de los hermanos Coen. En 2016, fue miembro del reparto del clásico de Alan Bleasdale, Down the Dock Road.
Nathan McMullen continúa trabajando en el Everyman Theatre en 2018. Ese año participó en el musical Paint Your Wagon (como Mike Mooney), The Big I Am (basada en Peer Gynt) y La naranja mecánica. También trabaja como tutor en una escuela de teatro, Act Up North.

## Filmografía

### Películas
| Año       | Título                             | Papel            | Notas                                       |
| --------- | ---------------------------------- | ---------------- | ------------------------------------------- |
| 2010      | Casualty                           | Devlan O'Connor  | Episodio: "Reasons Unknown", "Entry Wounds" |
| 2010      | Coronation Street: A Knight's Tale | Phil             | Video                                       |
| 2012      | Shameless                          | Angel            | Episodio: "9.11", "#9.4"                    |
| 2012      | Kelly + Victor                     | Barman           |                                             |
| 2012-2013 | Misfits                            | Finn             | Temporada 4, Temporada 5                    |
| 2014      | The Driver                         | Joseph Paslowski | Episodio: "#1.1", "#1.2"                    |
| 2014      | Doctor Who                         | Wolf             | Episodio: Last Christmas                    |
| 2014      | Doctor Who Extra                   | Él mismo         | Episodio: "Last Christmas"                  |

### Teatro
| Año  | Título                         | Papel             | Lugar                            |
| ---- | ------------------------------ | ----------------- | -------------------------------- |
| 2010 | Jack y las habichuelas mágicas | Jack              | West Yorkshire Playhouse (Leeds) |
| 2011 | Macbeth                        | Witch 3 & Fleance | Everyman Theatre (Liverpool)     |
| 2015 | The Hudsucker Proxy            | ?                 | Everyman Theatre                 |
| 2016 | Down the Dock Road             | ?                 | Everyman Theatre                 |
| 2018 | La naranja mecánica            | Geogrie           | Everyman Theatre                 |
| 2018 | Paint Your Wagon               | Mike Mooney       | Everyman Theatre                 |
| 2018 | The Big I Am                   | Peer Gynt         | Everyman Theatre                 |